# Siles
Siles egy község Spanyolországban, Jaén tartományban. Siles Segura de la Sierra, Benatae, Orcera, Torres de Albanchez, Villarrodrigo, Bienservida, Villaverde de Guadalimar, Cotillas, Riópar, Vianos, Yeste, Génave és Montiel községekkel határos. Lakosainak száma 2109 fő (2024).

## Népesség
A település népessége az elmúlt években az alábbi módon változott:
| Lakosok száma | 2567 | 2473 | 2466 | 2438 | 2451 | 2362 | 2305 | 2241 | 2168 | 2109 |
|               | 2001 | 2004 | 2007 | 2009 | 2012 | 2014 | 2017 | 2019 | 2022 | 2024 |